# 石城 (伊予国)
石城（せきじょう）は、愛媛県宇和島市吉田町にあった日本の城。宇和島市指定史跡。

## 概要
石城は、吉田湾に流れ込む立間川と河内川に挟まれた御殿山に築かれた城である。城の南麓には江戸時代に宇和島伊達氏の分家伊達宗純が陣屋を築いている。
当初、黒瀬城の出城として築かれ、後に法華津本城の枝城となっていたが、天文15年（1546年）に西園寺実充の要請により、大森城主・土居清宗が一族を率いて石城に移り、城の大改修を行った。
同年、土居清宗は豊後大友宗麟による幾度の襲撃を退けたが、永禄3年（1560年）10月6日に再度大友氏に攻められ落城し、土居清宗・清貞父子は自刃した。
永禄9年（1566年）、土居清宗の孫土居清良が再度この地を領することになり、翌10年（1567年）に城を修築して土居似水を城代とした。永禄11年（1568年）、再度、大友勢によって攻められるが石城は落ちず、大友勢は退去しているが、これ以降の記録は確認されていない。
1974年（昭和49年）3月1日に当時の吉田町により町指定史跡となり、現在は宇和島市指定史跡。